# Кубок Фарерських островів з футболу 2023
Кубок Фарерських островів з футболу 2023 — 69-й розіграш кубкового футбольного турніру на Фарерських островах. Титул здобув ГБ Торсгавн.

## Календар
| Раунд        | Дата                       | Матчі | Клуби  |
| ------------ | -------------------------- | ----- | ------ |
| Перший раунд | 21–22 квітня 2023          | 2     | 16 → 8 |
| 1/4 фіналу   | 9 травня 2023              | 4     | 8 → 4  |
| 1/2 фіналу   | 28 червня – 25 жовтня 2023 | 4     | 4 → 2  |
| Фінал        | 4 листопада 2023           | 1     | 2 → 1  |

## Перший раунд
| Команда 1       | Рахунок | Команда 2      |
| --------------- | ------- | -------------- |
| 21 квітня 2023  |         |                |
| НСІ Рунавік (2) | 14:0    | Мідвагур (3)   |
| Вікінгур        | 1:2 дч  | ГБ Торсгавн    |
| Скала (2)       | 3:1     | Б71 Сандур (2) |
| Гойвік (2)      | 0:6     | ЕБ/Стреймур    |
| 22 квітня 2023  |         |                |
| Фуглафйордур    | 0:2     | 07 Вестур      |
| Творойрі        | 0:1     | Б68 Тофтір     |
| АБ Аргир        | 1:0     | Сувурой (3)    |
| Б36 Торсгавн    | 2:0     | Клаксвік       |

## 1/4 фіналу
| Команда 1     | Рахунок | Команда 2       |
| ------------- | ------- | --------------- |
| 9 травня 2023 |         |                 |
| АБ Аргир      | 1:2     | 07 Вестур       |
| Б36 Торсгавн  | 0:2     | ГБ Торсгавн     |
| Б68 Тофтір    | 2:1     | НСІ Рунавік (2) |
| ЕБ/Стреймур   | 4:1     | Скала (2)       |

## 1/2 фіналу
| Команда 1                  | Заг. | Команда 2   | 1-й матч | 2-й матч |
| -------------------------- | ---- | ----------- | -------- | -------- |
| 28 червня – 25 жовтня 2023 |      |             |          |          |
| ЕБ/Стреймур                | 3:5  | Б68 Тофтір  | 0:3      | 3:2      |
| 28 червня – 4 жовтня 2023  |      |             |          |          |
| 07 Вестур                  | 2:3  | ГБ Торсгавн | 1:1      | 1:2      |

## Фінал
| Команда 1        | Рахунок      | Команда 2   |
| ---------------- | ------------ | ----------- |
| 4 листопада 2023 |              |             |
| Б68 Тофтір       | 0:0 пен. 3:5 | ГБ Торсгавн |